# Vezels-Roussy
Vezels-Roussy är en kommun i departementet Cantal i regionen Auvergne-Rhône-Alpes i mitten av Frankrike. Kommunen ligger  i kantonen Arpajon-sur-Cère som ligger i arrondissementet Aurillac. År 2022 hade Vezels-Roussy 131 invånare.

## Befolkningsutveckling
Antalet invånare i kommunen Vezels-Roussy
Referens:INSEE